# 1. FFC Turbine Potsdam

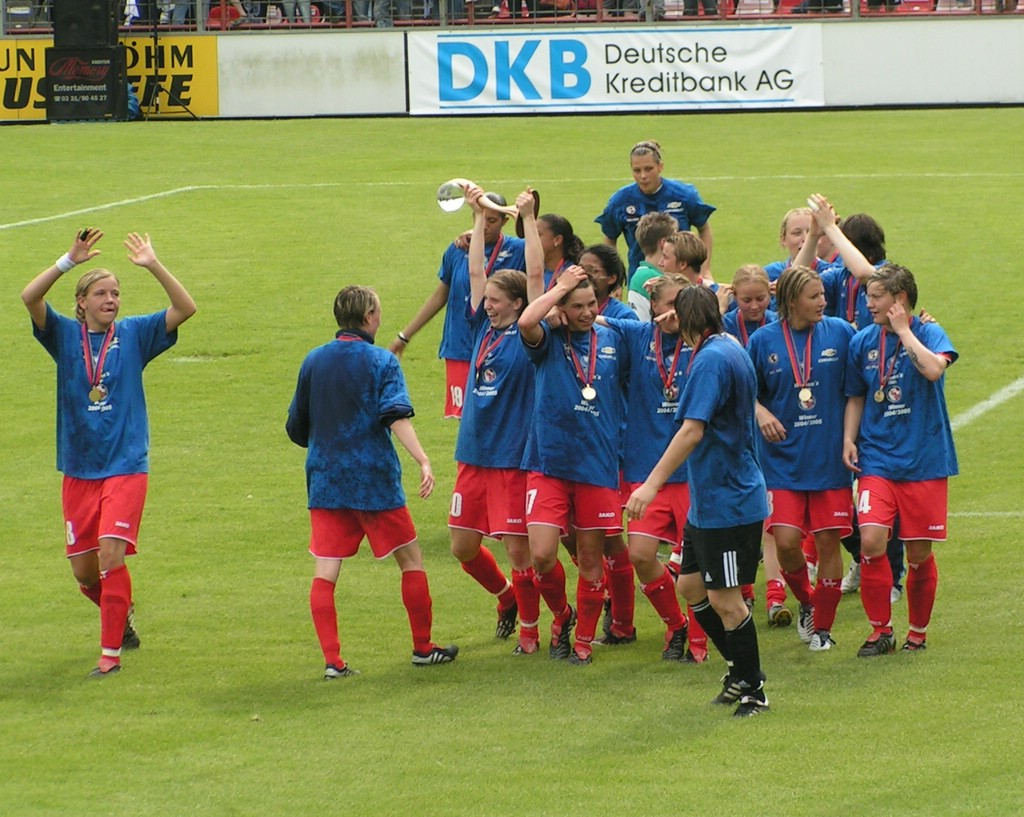
Vítězky Ligy mistryň 2005

1. Frauen-Fußball-Club Turbine Potsdam 71 e. V. je německý tým ženského fotbalu sídlící v Postupimi. Byl založen 3. března 1971 Berndem Schröderem a tradičně patří k německé i světové klubové špičce.

## Mistryně NDR
- 1981, 1982, 1983, 1985, 1986, 1989

## Mistryně Německa
- 2004, 2006, 2009, 2010, 2011, 2012

## Vítězky Ligy mistryň UEFA
- 2005, 2010